# Cappella Cantone
Cappella Cantone es una localidad y comune italiana de la provincia de Cremona, región de Lombardía, con 566 habitantes.

## Evolución demográfica
| Gráfica de evolución demográfica de Cappella Cantone entre 1861 y 2001 |
|                                                                        |
| Fuente ISTAT - elaboración gráfica de Wikipedia                        |